# 역도시화
역도시화(逆都市化, Counter-urbanization) 또는 탈도시화(脫都市化)는 도시의 인구가 도시 밖으로 벗어나 감소하는 현상으로 '도시화'의 반대개념이다. 세부적으로는 도시 인구가 농촌으로 이동하는 귀농, 귀촌 또는 유턴현상과 농촌이 아닌 중소도시로 이동하는 제이턴현상을 포함한다.
주로 도시화 이후 발생하며 도시의 쇠퇴 단계라고 할 수 있다. 탈공업 사회로 접어든 국가에서 발생한다. 원인으로는 대도시의 생활비 증가, 산업의 지방 분산, 교통과 통신 기술의 발달 등이 있다. 이에 따라 공동화 현상이나 도심의 슬럼화가 발생하기도 한다. 이에 따른 대책으로는 도시 재개발이 있다.

## 탈서울
2017년 잡코리아의 조사에 따르면 서울 거주 직장인의 55.8%가 서울을 떠나 다른 곳에서 살고 싶다고 하였다. 이유는 높은 주거비(62.3%), 높은 물가(18.5%), 교통체증(11.2%) 등이 있었다.

## 귀촌
도시의 삶에 피로감을 느끼는 사람들이 간혹 시골로 귀촌하는 경우가 있다. 귀촌하는 경우 기존 마을 주민과 잘 어울려 지내는 경우도 있지만, 그렇지 못한 경우도 있다. 기존 주민들의 텃세가 심한 경우 고액의 돈을 요구하기도 한다. 귀촌을 꿈꾸는 도시 사람들은 자연 속의 건강한 삶을 꿈꾸며 귀촌하지만, 의외로 여러 가지 문제를 겪을 수도 있어 쉽게 환상이 깨질 수도 있다.

### 귀촌의 장점
- 공기가 좋고 자연을 만끽할 수 있다.
- 직접 재배한 채소나 과일을 바로 먹을 수 있다.
- 전원생활을 통해서 인생의 정리를 할 수 있다.
- 가축이나 반려동물들을 자유롭게 기를 수 있다.
- 농사를 짓거나 어업활동을 할 수 있다.

### 귀촌의 단점
- 도시와는 달리 야간이면 논에가는 사람 제외하고 인적이 드물며 겨울에는 인적이 거의 없다.
- 텃세가 심하고 공동체 생활을 강조하는 농어촌의 특성상 마을사람들과 강제적으로도 공동생활을 강요받을 수 있다.
- 대중교통이 도시에 비해서 활성화되지 않아서 불편하기 때문에 자동차가 없으면 불편하다.
- 도시에서의 습관 때문에 농어촌 주민들과의 갈등과 언쟁 등이 잦을 수 있다.
- 가축(소, 돼지, 닭 등)을 키우는 사람은 축사관리를 해야하는 까다로움이 있다.[3][4]
- 병원 등 의료기관이 도시에 비해서 많이없다.
- 오락시설이나 문화시설이 도시에 비해서 드물거나 없다.
- 단독주택을 시공 하는데 비용이 비싸며 땅도 있어야하며 시공하는 과정에서 마음에 들지 않는다고 다툼도 발생하며 법적으로도 갈수 있기때문에 단독주택을 시공하는것 보다 고쳐서 살면 된다.

## 같이 보기
- 도시화
- 이촌향도
- 교외화
  - 도시권
  - 도시의 확산
    - 수도권
    - 위성도시